# Feldkirch, Vorarlberg
Feldkirch är en stadskommun i förbundslandet Vorarlberg i Österrike, vid gränsen till Schweiz och Liechtenstein. Det är Österrikes västligaste kommun. Feldkirch är den näst största staden i Vorarlberg med 36 384 invånare (2024). Staden är distriktet Feldkirchs huvudort.
Ishockeyklubben EHC Feldkirch 2000 är baserad i denna stad.